# Nguyễn Đình Khánh
Nguyễn Đình Khánh (1874 – 31 tháng 5 năm 1946) tên thật là Nguyễn Văn Xuân, hiệu là Khánh Ký là một nhiếp ảnh gia người Việt Nam. Ông được xem là người có công phát triển nghệ thuật nhiếp ảnh tại Việt Nam, và là ông tổ nghề nhiếp ảnh tại làng Lai Xá, làng nghề nhiếp ảnh duy nhất tại Việt Nam.

## Thân thế
Ông sinh năm 1874 tại thôn Lai Xá, xã Kim Chung, huyện Hoài Đức (nay là xã Hoài Đức), thành phố Hà Nội. Cha ông là Nguyễn Hữu Phong và mẹ là Phạm Thị Tít. Hai người đều đã mất khi ông còn nhỏ.

## Sự nghiệp

### Ra Hà Nội lập nghiệp
Năm 1890, khi Nguyễn Đình Khánh mới 16 tuổi, ông ra Hà Nội làm việc làm phụ bếp nấu ăn cho cửa hàng ảnh của một Hoa kiều tên là Du Trương trên phố Hàng Bồ. Ông còn được người chú Nguyễn Văn Tạo cho học nghề ảnh tại hiệu ảnh này. Nhận thấy lòng say nghề và có chút khéo léo, chủ hiệu ảnh đã dạy nghề cho ông. Chỉ sau 2 năm, ông đã trở thành một tay nhiếp ảnh đáng chú ý ở Hà Nội, thậm chí tay nghề còn được nhận xét là hơn cả người chủ hiệu ảnh.
Sau 2 năm theo học ở hiệu ảnh người Hoa, Nguyễn Đình Khánh đã tìm tòi, học hỏi được những kinh nghiệm, kỹ thuật chụp ảnh, kỹ thuật chụp "buồng tối" để mở hiệu ảnh Khánh Ký tại phố Hàng Da, cạnh tranh với cửa hiệu Chu Dương. Không chỉ mưu sinh bằng nghề ảnh, ông đã về quê truyền nghề cho cả làng. Với vốn kinh nghiệm trong tay nghề của mình, thương hiệu Khánh Ký đã nhanh chóng nổi tiếng và là nơi đào tạo ra đội ngũ những người thợ ảnh đầu tiên của làng Lai Xá. Toàn bộ trang thiết bị máy móc, nguyên vật liệu, phim, giấy ảnh đề hành nghề đều được đặt mua từ Pháp hoặc Hồng Kông để phù hợp với điều kiện kinh tế thời điểm đó.
Năm 1907, ông chuyển đến Sài Gòn, thành lập các ảnh viện và thành công ngang tầm với nhiếp ảnh gia người Armenia Onnes Kurkdjian. Khi hành nghề ảnh tại Hà Nội, Nguyễn Đình Khánh tham gia phong trào Đông Kinh Nghĩa Thục nhưng phong trào bị bại lộ nên vào năm 1911, ông phải lánh nạn sang Pháp mở hiệu ảnh ở Toulouse mang tên Khánh Ký. Tiệm ảnh của ông cũng là nơi những người yêu nước của Việt Nam hoạt động cách mạng và những học sinh Việt Nam du học. Trước đó vào năm 1909, Nguyễn Đình Khánh cũng đã mở thêm được một số hiệu ảnh khác ở Hà Nội và Nam Định. Theo báo điện tử VTV đưa tin, nét riêng trong những bức ảnh chụp chân dung mang thương hiệu Khánh Ký thời bấy giờ là chụp toàn thân, mặt hướng thẳng, ngồi ghế, hai tay đặt lên đầu gối xoè 10 ngón tay và ngón chân. Thậm chí, việc sở hữu những bức ảnh chân dung theo phong cách hiệu ảnh Khánh Ký khi ấy đã trở thành một trào lưu.

### Cuộc sống tại Pháp

Ảnh viện Khánh Ký và những thợ ảnh người Lai Xá tại Sài Gòn năm 1924

Năm 1913, khi Raymond Poincaré trúng cử Tổng thống Pháp, lễ nhậm chức của ông có hàng trăm người chụp ảnh, nhưng Nguyễn Đình Khánh (khi ấy là chủ ảnh viện ở đại lộ Malesherbes) đã chụp được một tấm ảnh và được tờ L'Illustration chọn đưa lên trang bìa. Nhờ đó, Khánh Ký càng nổi tiếng và kinh doanh khá giả. Nhưng ông không chỉ là một doanh nhân nhiếp ảnh mà còn là một người theo chủ nghĩa yêu nước. Nhiều tư liệu cho thấy, đầu những năm 20 thế kỉ 20, Khánh Ký đã giúp đỡ Nguyễn Ái Quốc (về sau là Hồ Chí Minh) khi ông hoạt động ở Pháp. Ông còn là cộng tác và là mạnh thường quân của nhóm người yêu nước tại Villa des Gobelins.
Giai đoạn đầu sang Pháp, Hồ Chí Minh đã được Khánh Ký, Phan Châu Trinh… trợ giúp về mặt tài chính, nơi ở và truyền dạy cho Hồ Chí Minh nghề ảnh để có tiền hoạt động. Cũng từng có thời điểm năm 1916, sau khi Phan Văn Trường về nhận việc ở Toulouse thì Nguyễn Đình Khánh đã xin phép Bộ thuộc địa mở quán cơm An Nam vì cho rằng nghề ảnh bị ế ẩm.
Những năm tiếp theo, hiệu ảnh mang tên Khánh Ký được thành lập ở các thành phố lớn như Frankfurt am Main (Đức), Quảng Châu (Trung Quốc). Tháng 7 năm 1921, Nguyễn Đình Khánh về nước và mở hàng loạt hiệu ảnh ở các thành phố lớn như Hà Nội, Sài Gòn, Hải Phòng. Trong chuyến đi trở về này, ông đi trên chiếc tàu thủy mang tên Amiral Nielly và mang theo 400 kg vật liệu về nhiếp ảnh. Từ hiệu ảnh Khánh Ký về sau đã được phát triển và hình thành đến hơn 150 hiệu ảnh khắp Việt Nam với khoảng hơn 2.000 thợ ảnh; tập trung nhiều nhất ở Hà Nội có 35 hiệu ảnh, Sài Gòn và các tỉnh phía Nam có 35 hiệu ảnh. Năm 1932, Nguyễn Đình Khánh từng bị bắt vì bị tình nghi làm "thủ quỹ" cho một hội kín nhưng ông khẳng định "không dính dáng đến hội kín" và luôn mến người Pháp. Nguyên nhân được cho là sự tình nghi ông theo hội của Trotsky và hay liên lạc với Kinh, một nhà tri thức. Năm 1934, Nguyễn Đình Khánh Ký trở lại Pháp để tiếp tục kinh doanh nghề nhiếp ảnh.

### Qua đời và tưởng nhớ

Hồ Chí Minh viếng mộ Khánh Ký tháng 6 năm 1946

Sau sự kiện Cách mạng Tháng Tám, tháng 5 năm 1946, Nguyễn Đình Khánh viết thư cho Hồ Chí Minh ngỏ ý muốn về nước nhưng mắc trọng bệnh rồi qua đời ở Paris vào ngày 31 tháng 5 năm 1946. Ngày 25 tháng 6 cùng năm, trong chuyến công du sang Pháp trên cương vị Chủ tịch nước Việt Nam Dân chủ Cộng hòa, Hồ Chí Minh đã đến viếng mộ Nguyễn Đình Khánh, người mà ông cho là "người bạn vong niên", người đã từng truyền dạy nghề nhiếp ảnh và giúp đỡ Hồ Chí Minh rất nhiều những lúc ông hoạt động cách mạng ở Pháp.

## Di sản
Từ hiệu ảnh Khánh Ký, những hiệu ảnh của người làng Lai Xá sau này thường được đi kèm chữ: “Ký” hoặc “Lai” như một cách tôn vinh và khẳng định vị thế của Nguyễn Đình Khánh – người được công nhận là ông tổ làng nghề nhiếp ảnh Lai Xá. Lai Xá về sau đã được Nhà nước Việt Nam công nhận là Làng nghề nhiếp ảnh truyền thống duy nhất ở Việt Nam. Tuy Đặng Huy Trứ là người đầu tiên du nhập nghề nhiếp ảnh vào Việt Nam nhưng Nguyễn Đình Khánh mới là người có công phát triển nghề nhiếp ảnh và được tôn vinh là ông tổ. Ước tính vào năm 2009, có tới 60 – 70% thợ ảnh Việt Nam xuất xứ từ làng Lai Xá. Dù làm việc và sinh sống trên mọi miền đất nước, nhưng ngày 20 tháng 4 âm lịch hàng năm, họ lại tổ chức giỗ Nguyễn Đình Khánh.
Vào tháng 5 năm 2017, nhân kỷ niệm 125 năm Nguyễn Đình Khánh mở hiệu ảnh, người dân trong làng Lai Xá đã tổ chức khánh thành và khánh thành bảo tàng nhiếp ảnh Lai Xá. Hiện nay bảo tàng nhiếp ảnh Lai Xá đang trưng bày chiếc máy ảnh đầu tiên từng Nguyễn Đình Khánh sử dụng. Với công lao đưa một nghề ngoại nhập phương Tây trở thành nghề truyền thống và đưa nghề nhiếp ảnh tới khắp nơi trên Việt Nam, Nguyễn Đình Khánh trở thành một trong bốn danh nhân nhiếp ảnh có tên trong Từ điển Bách khoa Việt Nam, ngoài ra còn có thêm Đặng Huy Trứ, Võ An Ninh và Đinh Đăng Định.